# Kleiner Pechturm

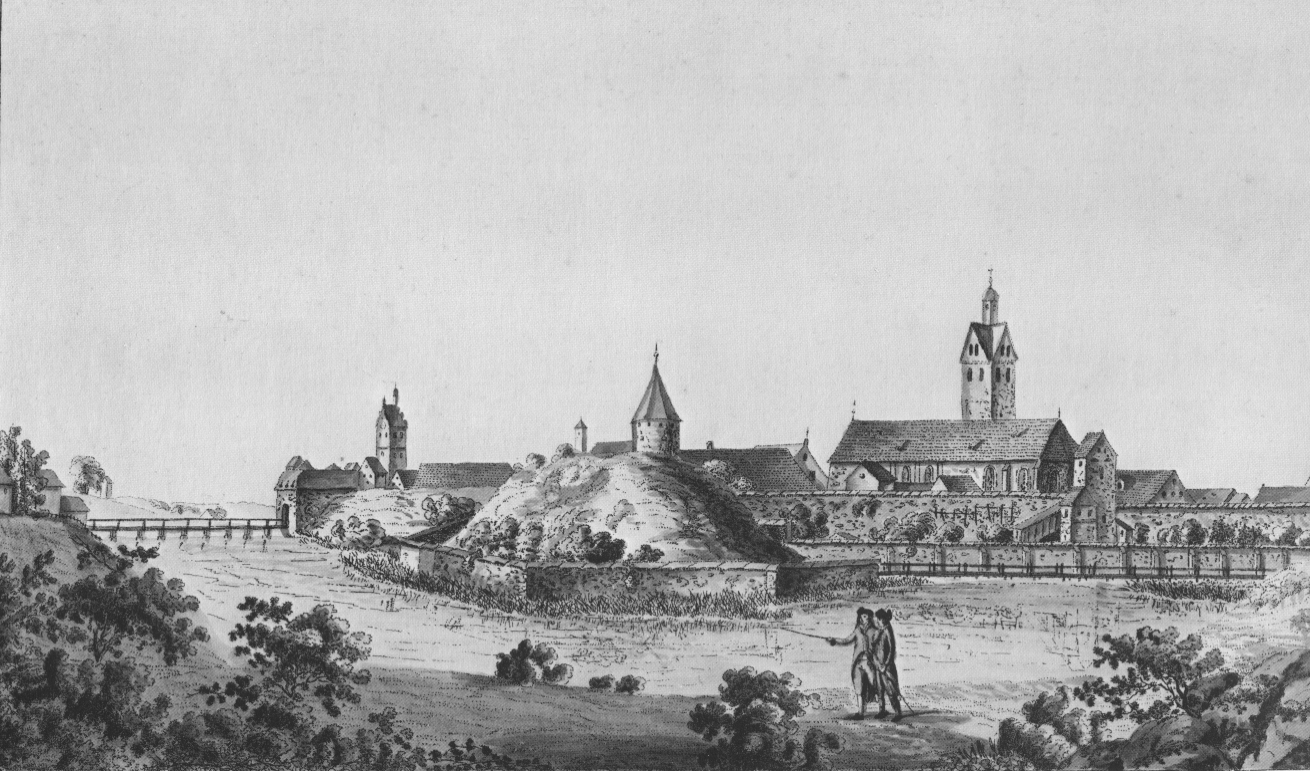
Der Stadtgraben im Südosten. Der rechteckige Turm rechts war der kleine Pechturm.

Der Kleine Pechturm war ein Verteidigungsturm der oberschwäbischen Stadt Memmingen. Er wurde 1806 abgebrochen.

## Lage
Der Turm stand an der Ostseite der Altstadt zwischen dem großen Pechturm und der Wasserkunst.

## Aussehen
Der Turm war unten aus Tuffstein und oben aus Ziegel gebaut. Er war rechteckig und hatte ein Satteldach. Durch ihn führte der Wehrgang.

## Geschichte
Der Turm stammte aus der zweiten Stadterweiterung im 14. Jahrhundert. Er war als Verteidigungsturm für die dahinterliegende Frauenkirche gedacht. Er wurde nie zerstört, da das davorliegende Gelände durch den Haienbach unpassierbar war. Das Wasser wurde aufgestaut und so zum gschwollten Wasser, in welches man sofort einsank. Der Turm musste 1806 auf Betreiben der Franzosen abgebrochen werden.